# MEASURE
『MEASURE』（メジャー）は、日本のシンガーソングライター・岡崎体育が2016年3月26日に発売したオリジナルアルバムである。

## 内容
ヴィレッジヴァンガード下北沢店のみの限定販売アルバムで、以外の地域ではイベント会場でのみ数量限定で発売されたMEASURE DEBUT ALBUM。
タイトルは、メジャーデビューのメジャーではなく、測定機器のメジャーを意味している。
箱に記載のURLにIDとパスワードを入力するとストリーミング視聴が可能となっており、ダウンロードは不可能である。

## 収録曲
1. MEASURE
2. 虹の向こう
3. おなじ
4. マジでクソかよ
5. あなた
6. しつこい
7. OVER THE RAINBOW
8. 虹の向こう (instrumental)
9. OVER THE RAINBOW (instrumental)